# Veslování na Letních olympijských hrách 1992
Veslování na Letních olympijských hrách 1992 v Barceloně.

## Medailisté

### Muži
| Disciplína              | Zlato | Stříbro | Bronz |
| Skif                    | Thomas Lange · Německo (GER) | Václav Chalupa · Československo (TCH) | Kajetan Broniewski · Polsko (POL) |
| Dvojskif                | Austrálie (AUS) · Peter Antonie · Stephen Hawkins | Rakousko (AUT) · Arnold Jonke · Christoph Zerbst | Nizozemsko (NED) · Nico Rienks · Henk-Jan Zwolle |
| Párová čtyřka           | Německo (GER) · Andreas Hajek · Michael Steinbach · Stephan Volkert · André Willms                                                                                            | Norsko (NOR) · Kjetil Undset · Per Sætersdal · Lars Bjønness · Rolf Thorsen | Itálie (ITA) · Alessandro Corona · Gianluca Farina · Rossano Galtarossa · Filippo Soffici                                                                                             |
| Dvojka bez kormidelníka | Velká Británie (GBR) · Matthew Pinsent · Steve Redgrave | Německo (GER) · Colin von Ettingshausen · Peter Hoeltzenbein | Slovinsko (SLO) · Iztok Čop · Denis Žvegelj |
| Dvojka s kormidelníkem  | Velká Británie (GBR) · Garry Herbert (kormidelník) · Greg Searle · Jonny Searle                                                                                               | Itálie (ITA) · Giuseppe Di Capua (kormidelník) · Carmine Abbagnale · Giuseppe Abbagnale                                                                                        | Rumunsko (ROM) · Dumitru Răducanu (kormidelník) · Dimitrie Popescu · Nicolaie Taga |
| Čtyřka bez kormidelníka | Austrálie (AUS) · Andrew Cooper · Nick Green · Mike McKay · James Tomkins | Spojené státy americké (USA) · Jeffrey McLaughlin · William Burden · Thomas Bohrer · Patrick Manning                                                                           | Slovinsko (SLO) · Milan Janša · Sadik Mujkič · Sašo Mirjanič · Janez Klemenčič |
| Čtyřka s kormidelníkem  | Rumunsko (ROM) · Iulică Ruican · Viorel Talapan · Dimitrie Popescu · Nicolaie Taga · Dumitru Răducanu (kormidelník)                                                           | Německo (GER) · Ralf Brudel · Uwe Kellner · Thoralf Peters · Karsten Finger · Hendrik Reiher (kormidelník)                                                                     | Polsko (POL) · Wojciech Jankowski · Maciej Lasicki · Jacek Streich · Tomasz Tomiak · Michał Cieślak (kormidelník)                                                                     |
| Osmiveslice             | Kanada (CAN) · Darren Barber · Andy Crosby · Michael Forgeron · Robert Marland · Derek Porter · Michael Rascher · Bruce Robertson · John Wallace · Terence Paul (kormidelník) | Rumunsko (ROM) · Iulică Ruican · Viorel Talapan · Vasile Nastase · Claudiu Marin · Dănuţ Dobre · Valentin Robu · Vasile Mastacan · Ioan Vizitiu · Marin Gheorghe (kormidelník) | Německo (GER) · Roland Baar · Armin Eichholz · Detlef Kirchhoff · Bahne Rabe · Frank Richter · Hans Sennewald · Thorsten Streppelhoff · Ansgar Wessling · Manfred Klein (kormidelník) |

### Ženy
| Disciplína              | Zlato | Stříbro | Bronz |
| Skif                    | Elisabeta Lipăová · Rumunsko (ROU) | Annelies Braedael · Belgie (BEL) | Silken Laumann · Kanada (CAN) |
| Dvojskif                | Německo (GER) · Kerstin Köppen · Kathrin Boronová | Rumunsko (ROM) · Veronica Cochelea · Elisabeta Lipăová | Čína (CHN) · Xiaoli Gu · Huali Lu |
| Párová čtyřka           | Německo (GER) · Sybille Schmidt · Birgit Peter · Kerstin Müller · Kristina Mundt | Rumunsko (ROM) · Anişoara Dobre · Doina Ignat · Constanţa Burcică · Veronica Cochelea                                                                                              | Sjednocený tým (EUN) · Antonina Zelikovich · Tetiana Ustiuzhanina · Jekatěrina Karstenová · Elena Khloptseva                                                                                       |
| Dvojka bez kormidelníka | Kanada (CAN) · Kathleen Heddleová · Marnie McBeanová | Německo (GER) · Ingeburg Schwerzmann · Stefani Werremeier | Spojené státy americké (USA) · Stephanie Pierson · Anna Seaton |
| Čtyřka bez kormidelníka | Kanada (CAN) · Kirsten Barnesová · Jessica Monroe · Brenda Taylorová · Kay Worthington | Spojené státy americké (USA) · Shelagh Donohoe · Cynthia Eckert · Carol Feeney · Amy Fuller                                                                                        | Německo (GER) · Antje Frank · Annette Hohn · Gabriele Mehl · Birte Siech |
| Osmiveslice             | Kanada (CAN) · Kirsten Barnesová · Shannon Crawford · Megan Delehanty · Kathleen Heddleová · Marnie McBeanová · Jessica Monroe · Brenda Taylorová · Kay Worthington · Lesley Thompson (kormidelník) | Rumunsko (ROM) · Veronica Necula · Adriana Bazon · Maria Păduraru · Iulia Bulie · Doina Robu · Viorica Lepădatu · Doina Șnep-Bălan · Ioana Olteanu · Elena Georgescu (kormidelník) | Německo (GER) · Sylvia Dördelmann · Kathrin Haacker · Christiane Harzendorf · Cerstin Petersmann · Dana Pyritz · Annegret Strauchová · Ute Schell · Judith Zeidler · Daniela Neunast (kormidelník) |

## Přehled medailí
| Pořadí | Země                         | Zlato | Stříbro | Bronz | Celkově |
| ------ | ---------------------------- | ----- | ------- | ----- | ------- |
| 1      | Německo (GER)                | 4     | 3       | 3     | 10      |
| 2      | Kanada (CAN)                 | 4     | 0       | 1     | 5       |
| 3      | Rumunsko (ROM)               | 2     | 4       | 1     | 7       |
| 4      | Austrálie (AUS)              | 2     | 0       | 0     | 2       |
| 4      | Velká Británie (GBR)         | 2     | 0       | 0     | 2       |
| 6      | Spojené státy americké (USA) | 0     | 2       | 1     | 3       |
| 7      | Itálie (ITA)                 | 0     | 1       | 1     | 2       |
| 8      | Rakousko (AUT)               | 0     | 1       | 0     | 1       |
| 8      | Belgie (BEL)                 | 0     | 1       | 0     | 1       |
| 8      | Československo (TCH)         | 0     | 1       | 0     | 1       |
| 8      | Norsko (NOR)                 | 0     | 1       | 0     | 1       |
| 12     | Polsko (POL)                 | 0     | 0       | 2     | 2       |
| 12     | Slovinsko (SLO)              | 0     | 0       | 2     | 2       |
| 14     | Čína (CHN)                   | 0     | 0       | 1     | 1       |
| 14     | Nizozemsko (NED)             | 0     | 0       | 1     | 1       |
| 14     | Sjednocený tým (EUN)         | 0     | 0       | 1     | 1       |
| Celkem | Celkem                       | 14    | 14      | 14    | 42      |